# 讓他發生吧
〈讓他發生吧〉（英語：Make It Happen）是美國女歌手瑪麗亞·凱莉在1992年4月發行的單曲，這首單曲獲得告示牌單曲榜第5名。

## 內容

### 歌曲簡介
〈讓他發生吧〉收錄於瑪麗亞·凱莉第二張錄音室專輯《情感》（英語：Emotions），也是從該專輯中推出的第三首單曲。〈讓他發生吧〉由瑪麗亞·凱莉和舞曲團體C+C音樂工廠的David Cole共同創作與製作，這是一首融合福音音樂和靈魂樂風格的中版舞曲。瑪麗亞·凱莉在創作〈讓他發生吧〉的靈感，來自於她自己本身的生活經驗，在她尚未成為歌手之前所遇到的艱難困境，堅持信念一路走下來的心頭點滴，所以她以勵志、積極和正面的歌詞告訴大家，遇到困難時要堅守自己的信念，相信自己有戰勝一切的決心。

### 商業成績
〈讓他發生吧〉是專輯《情感》推出的第三首單曲，前兩首單曲分別為〈情感〉（三週冠軍）和〈別走〉（亞軍）。〈讓他發生吧〉進榜首週成績雖然僅有第74名，但它在進榜後成績一路向上攀升，1992年4月11日來到最高成績第5名，這是瑪麗亞·凱莉唯一一首獲得第5名的單曲，這首單曲在榜內共停留了20週，在1992年告示牌年終單曲榜位居第42名。
〈讓他發生吧〉在英國單曲榜最高成績為第17名。

### 獎項紀錄評價
〈讓他發生吧〉是專輯《情感》推出的第三首單曲，也是最後一首，它是瑪麗亞·凱莉在告示牌單曲榜上所締造的連續第七首TOP 5單曲。